# Albert Bormann
Albert Bormann, född den 2 september 1902 i Halberstadt, provinsen Sachsen, Preussen, Kejsardömet Tyskland, död den 8 april 1989 i München, Bayern, Västtyskland, var en tysk Gruppenführer inom Nationalsozialistisches Kraftfahrkorps. Han var mellan 1938 och 1945 Adolf Hitlers personlige adjutant vid Führerkansliet. Han ställdes 1949 inför en denazifieringsdomstol i München och dömdes till sex månaders straffarbete. Albert Bormann var yngre bror till Martin Bormann.